# Werner II. (Maden)
Werner II. (* um 1020; † 18. Juni 1053) war Graf von Maden (Hessengau), Gaugraf des Neckargaus sowie als Reichssturmfähnrich Graf von Grüningen.

## Familiäres
Werner II. war einer von vier Söhnen des schwäbischen Grafen Werner I., der mit Irmgard von Nellenburg verheiratet war. Werner I. war möglicherweise mit dem salischen Königshaus und den Grafen von Egisheim verwandt und war 1027 von Kaiser Konrad II. mit der Grafschaft Maden belehnt worden.
Werners Bruder Luitfried fiel am 22. August 1040 zusammen mit ihrem Vater beim Kriegszug König Heinrichs III. gegen Břetislav I. von Böhmen. Während Werner dem Vater als Graf in Hessen und im Neckargau sowie als Reichssturmfähnrich nachfolgte, übernahm sein zweiter Bruder Adalbert II. von Winterthur die angestammte Grafschaft im Thurgau. Sein dritter Bruder Hermann war für die geistliche Laufbahn bestimmt. Er wurde im Jahre 1051 Abt von Einsiedeln und starb dort 1065.
Werner II. hatte mit einer unbekannten Ehefrau einen Sohn namens Werner.

## Grafschaften
Als Gaugraf in Hessen bzw. Graf von Maden residierte Werner II. zumindest von 1045 an auch auf der Obernburg in Gudensberg in Nordhessen. Zusätzlich zu den ererbten Ämtern und Besitzungen erlangte er die Vogtei des Walpurgisstifts Weilburg.
In Schwaben war er Gaugraf im Neckargau am Mittleren Neckar und als Reichssturmfähnrich Graf von Grüningen, ein Reichslehen, das mit diesem Amt verknüpft war.
Gemäß italienischer Quellen soll Papst Leo IX., der dem Grafengeschlecht Egisheim-Dagsburg entstammte, den mit ihm verwandten Werner II. in der Pentapolis und in Ancona als Grafen eingesetzt haben.

## Tod als Reichsbannerträger im Dienst des Papstes

Replik der Reichssturmfahne: eine Standarte mit langem rotem Wimpel

Werner II. fiel zusammen mit seinem Bruder Adalbert II. von Winterthur und ihrem Vetter Burkhard II. von Nellenburg am 18. Juni 1053 in der Normannenschlacht bei Civitate in Apulien. Da der 1046 vom Papst zum Kaiser gekrönte Heinrich III. sich nicht selbst an diesem Feldzug des Kirchenstaats gegen die Normannen beteiligen wollte, zählten die drei Grafen mit anderen Adeligen und 600 Fußsoldaten aus Schwaben zum einzigen nicht-italienischen Kontingent des vernichtend geschlagenen Heeres von Papst Leo IX.

### Amtsnachfolge
Wie sein Vater war auch Werner II. „primicerius et signifer regis“ (Vorstreiter und Bannerträger des Königs). Da dieses Reichsamt erblich war, traten sein Sohn Werner III. und nach dessen frühen Tods sein Enkel Werner IV. jeweils nach Erreichen ihrer Volljährigkeit die Nachfolge als Reichsbannerträger und Graf von Grüningen an. Beider Vormund soll Graf Eberhard der Selige von Nellenburg, ein Vetter Werners II., gewesen sein. Dementsprechend ist Eberhard als Graf im Neckargau belegt, der 1059 von der Fürsprache der Kaiserwitwe Agnes profitierte.